# Андрыч, Чеслав
Томаш Чеслав Андрыч (пол. Tomasz Czesław Andrycz; 1878, Люблинская губерния, Российская империя — 1943, Варшавское гетто, Варшава, нацистская Германия) — польский дипломат; посол Польши в Греции.

## Биография
Родился 19 сентября 1878 года[по какому календарю?] в Люблинской губернии Варшавского генерал-губернаторства.
Окончил гимназию в Одессе. Учился на факультете архитектуры Рижского политехнического института в 1900—1904 годах (состоял в студенческой корпорации «Аркона»). Затем продолжил учёбу на юридическом факультете Санкт-Петербургского университета. Во время Первой мировой войны работал в Польском национальном комитете в Париже, где был главой административно-технического департамента при Генеральном секретариате.
С 6 мая 1919 года консул и глава консульства Польской республики в Париже. С 13 мая по 30 июля 1920 года генеральный консул Польши в Алленштайне. Также одновременно делегат польского правительства в Межсоюзнической комиссии по проведению плебисцита на Вармии и Мазурах. Затем делегат польского правительства в Мемеле. С декабря 1921 до ноября 1924 работал в МИД Польши на посту начальника общего отдела политического департамента, затем заместитель главы Дипломатического протокола.
В декабре 1924 года назначен поверенным в делах в посольстве Польши в Афинах. В Польшу вернулся 24 февраля 1926 года и работал в центральном аппарате МИД. В 1930 году награждён Золотым Крестом Заслуги.
С 31 августа 1931 года на пенсии. Занимался разведением лошадей и содержал племенную конюшню «Topór». Его кони участвовали во множестве соревнований, в том числе в забегах на Варшавском ипподроме.
Во время немецкой оккупации на конспиративной работе. С марта 1943 один из организаторов Департамента иностранных дел Представительства правительства на Родине. Заместитель главы департамента Романа Кнолля. Арестован и заключён в тюрьму «Павяк». Расстрелян в числе других заложников на территории Варшавского гетто 16 июля 1943 года. Похоронен на Старых Повонзках.